# Anton Bole
Anton (Tone) Bole, slovenski partizan prvoborec , družbenopolitični delavec in gospodarstvenik, * 19. september 1916, Bled, † 9. april 1990, Ljubljana.

## Življenje in delo
V narodnoosvobodilni borbi je sodeloval od 1941, bil od 1942 do kapitulacije Italije 1943 zaprt v fašističnih koncentracijskih taboriščih na Rabu, Gonarsu in Viscu, nato sekretar okrožnega komiteja Komunistične partije Slovenije (KPS) za Savinjsko dolino, član pokrajinskega odbora Osvobodilne fronte za Štajersko in član okrožnega komiteja KPS Maribor. Po koncu vojne je bil med drugim direktor Generalne direkcije za tekstilno industrijo Jugoslavije (FLRJ) in pomočnik ministra za lahko industrijo FLRJ (1951-1953), generalni direktor Direkcije tekstilne in usnjarske industrije Slovenije (1953-1956), predsednik okrajnega ljudskega odbora Maribor, član Izvršnega sveta Skupščine Ljudske republike Slovenije (1956-1962), podpredsednik (1962-1967) in predsednik (1967-1969) Gospodarske zbornice Jugoslavije, član predsedstva Socialistične republike Slovenije (SRS) (1974-1982). Leta 1982 je bil izvoljen za sodnika ustavnega sodišča SRS. Hkrati je bil tudi republiški in zvezni poslanec, član predsedstev zvezne konference Socialistične zveze delavnega ljudstva Jugoslavije in republiškega komiteja Socialistične zveze delavnega ljudstva Slovenije. Ob deseti obletnici osvoboditve je izdal knjigo.

## Odlikovanja
- red dela z zlatim vencem
- red zaslug za ljudstvo s srebrnimi žarki
- red bratstva in enotnosti s srebrnim vencem
- partizanska spomenica 1941